# Hiljaisuus Vajoaa
Hiljaisuus Vajoaa (finnisch Stille Versinken) ist eine 2018 gegründete Funeral- und Death-Doom-Band.

## Geschichte
Hiljaisuus Vajoaa wurde von dem Bassisten Ojanperä, dem Schlagzeuger Korpi und dem Sänger und Gitarristen Särkkä gegründet. Die Band veröffentlichte 2018 ein Demo, gefolgt von einer EP und Alben als Musikdownload über Bandcamp im Selbstverlag. Die Rezeption der Veröffentlichungen blieb gering. Stefano Cavanna lobte die Musik in seiner Genre-Enzyklopädie Il suono del Dolore. Trent’anni di Funeral Doom. als eigene und kompromisslose Interpretation des Funeral Doom. Im Jahr 2021 gründeten die Musiker das Nebenprojekt Kylmyyteen.

## Stil
Mit Hiljaisuus Vajoaa spielen die Musiker eine experimentelle, teils progressive und freie Variante des Funeral Doom, mit Einflüssen aus Post-Metal, Atmospheric Black Metal die Stefano Cavanna mit der Musik der französischen Band Monolithe verglich.

„Zur Abwechslung sind die Vocals mal nicht guttural, aber noch immer tief und ein wenig entrückt. Gitarre und Schlagzeug hingegen drücken sich nicht selten geradezu anstrengend in den Vordergrund. Eine schwere Rohheit spielt die Klänge in ein Metier außergewöhnlicher Natürlichkeit, benötigt dadurch aber eine recht speziell geneigte Hörerschaft.“

## Diskografie
- 2018: Demo 2018 (Demo, Selbstverlag)
- 2019: Tajunnan ulkopuolella (Download-EP, Selbstverlag)
- 2020: Tyhjyyden näkyjä (Download-Album, Selbstverlag)
- 2021: Kaikkeuden ytimeen (Download-Album, Selbstverlag)